# 徐淑琪
徐淑琪（1995年11月13日—）是一名香港女子柔道運動員，主攻52公斤級。她曾在2022年亞洲公開賽阿克套站和黎巴嫩站、2023年亞洲公開賽科威特站和台北站、連同2022年泰國國際賽，一年內斬獲5面獎牌。